# Ипертим
Ипе́ртим (греч. υπέρτιμος — «пречестный») — почётный титул в Восточной Римской империи и в Православных церквах греческой традиции.
Чин ипертима по рангу считался выше чина протосинкелла. Этот титул получил распространение с XII века среди митрополитов и представителей византийской церковной иерархии.
Ныне используется как почётный титул митрополитов в Поместных православных церквах, принадлежащих к греческой традиции. Пример употребления: «Митрополит Карфагенский, ипертим и экзарх Северной Африки».